# Mine Teber
Mine Şenhuy Teber (* 29. Juli 1961 in Zypern) ist eine zypriotische Schauspielerin.

## Leben und Karriere
Teber wurde am 29. Juli 1961 in Zypern geboren. Sie studierte am Konservatorium der Stadt İstanbul. Zunächst begann sie als Regieassistentin von Osman F. Seden zu arbeiten. von 1989 bis 2002 bekam sie eine Rolle in der Fernsehserie Bizimkiler. Anschließend trat sie 1993 in Yazlıkçılar auf. Außerdem wurde sie 2003 für die Serie Hadi Uç Bakalım gecastet. Im selben Jahr spielte Teber in Hayat Bilgisi mit.
Von 2009 bis 2011 bekam sie in der Serie Geniş Aile eine Hauptrolle. 2017 setzte sie ihre Karriere in dem Film Ayla fort. Seit 2023 ist sie in Kod Adı Kırlangıç zu sehen.

## Filmografie (Auswahl)
Filme
- 2017: Ayla
- 2019: Geniş Aile Komşu Kızı
- 2025: Another You

Serien
- 1989–2002: Bizimkiler
- 1993: Yazlıkçılar
- 2002: Kısa Devre
- 2003: Hadi Uç Bakalım
- 2003: Hayat Bilgisi
- 2006: Gönül
- 2009–2011: Geniş Aile
- 2016: İstanbul Sokakları
- 2020–2022: Masumlar Apartmanı
- 2021: Kanunsuz Topraklar
- seit 2023: Kod Adı Kırlangıç